# Alphonse Henri d'Hautpoul
Alphonse Henri d'Hautpoul (Versailles, 4 januari 1789 – Parijs, 27 juli 1865) was premier van Frankrijk tijdens de Tweede Franse Republiek.

## Levensloop
Graaf d'Hautpoul kreeg onderwijs aan de militaire school van Fontainebleau. Als luitenant in het 59ste Regiment nam hij deel aan de Franse acties in Duitsland (1806) en Polen (1807). In 1809 werd hij naar Spanje gezonden om te dienen in de Spaanse Onafhankelijkheidsoorlog, wat hij deed tot in 1812.
Op 22 juli 1812 raakte hij gewond en werd hij gevangengenomen tijdens de Slag bij Salamanca. Nadat hij in mei 1814 werd vrijgelaten, werd hij gepromoveerd tot commandeur van een bataljon. Na de terugkeer van Napoleon Bonaparte uit Elba diende hij als vleugeladjudant van de hertog van Angoulême. Nadat hij in oktober 1815 gepromoveerd werd tot kolonel, was hij commandant van het Legioen van de Aude. In 1823 werd hij gepromoveerd tot brigadier-generaal en gaf hij commando aan het 3e Infanterieregiment van de Koninklijke Garde. In die functie was hij in 1823 betrokken bij de Franse campagne in Spanje. In 1830 werd D'Hautpoul verkozen in de Kamer van Afgevaardigden voor het departement Aude en bleef er zetelen tot in 1838. In 1830 was hij voor vier maanden directeur van de oorlogsadministratie.
Toen Hautpoul in 1841 promoveerde tot luitenant-generaal, vocht hij twee jaar mee in Algerije.
Nadat in 1848 benoemd werd tot pair van Frankrijk, werd hij in 1849 benoemd tot minister van Oorlog en tot voorzitter van de ministerraad. In april 1851 trad hij af na incidenten tussen voor- en tegenstanders van Napoleon III. Vervolgens was hij enkele maanden gouverneur-generaal van Algerije.
- Bibliothèque nationale de France: cb13004562g (data)
- Gemeinsame Normdatei: 1192477227
- International Standard Name Identifier: 0000 0000 0053 541X
- Base Léonore: LH//770/12
- Système universitaire de documentation: 153875607
- Virtual International Authority File: 66599883
- WorldCat: E39PBJptWqM8DWpFdHX9tx9xDq